# میهن‌پرست (فیلم ۱۹۹۸)
میهن‌پرست (انگلیسی: The Patriot) یک فیلم اکشن و دلهره‌آور آمریکایی محصول سال ۱۹۹۸ به کارگردانی دین سملر با بازی استیون سیگال است، بر اساس رمان آخرین کانادایی نوشته ویلیام سی. هاین ساخته شده است. اولین فیلم ویدئوی سیگال محسوب می‌شود و او را به در نقش یک پزشک محلی و ایمونولوژیست سابق نشان می‌دهد که با زمان مسابقه می‌دهد تا درمانی برای یک شیوع ویروسی فعال پیدا کند، که منشأ آن به یک رهبر شبه نظامی برمی‌گردد که به خود یک ویروس کشنده تزریق کرد.
این فیلم در ۱۰ ژوئیه ۱۹۹۸ در سراسر جهان و در ۶ فوریه ۱۹۹۹ در ایالات متحده منتشر شد و نقدهای منفی را از منتقدان دریافت کرد.

## داستان
گروهی تحت عنوان «میهن‌پرست» با عقاید نژاد پرستانه توسط نیروهای امنیتی قلع و قمع شده و رهبر آنها زندانی می‌گردد. از این واقعه طولی نمی‌گذرد که بیماری واگیردار هولناکی نیز سطح منطقه را فرامی‌گیرد.

## بازیگران
- استیون سیگال . . دکتر وسلی مک کلارن
- گایلارد سارتاین . . فلوید چیشولم[۲]
- لوقا جونز . . . صریح[۳]
- سیلاس وایر میچل . . . پگو
- کمیلا بل . . . هالی مک کلارن
- دن بن . . ریچارد باچ
- دیمون کولازو. . . لس جانسون
- Whitney Yellow Robe. . . دکتر ان سفید ابر
- براد للاند . . . باب بزرگ
- مولی مک کلور. . . مولی
- فیلیپ وینچستر . . . جوان مأمور پلیس
- داگلاس سپرین. . . قاضی توکینز
- راس لونی. . . کلم
- برنارد اوکانر. . . دکتر تام هرگوت
- رئیس لئونارد کوه. . . پدربزرگ
- RJ برنز. . . کاپیتان نیروی دریایی
- رابرت هاروی . . سرهنگ هاروی
- رون اندروز. . . رادیوم
- جف تیلتسون. . . Pvt. بنسون
- دان پترسون. . . TS Soldier # 1
- کوری براون . . سرباز شماره ۲
- تام وانک . . Roadblock Sentry
- اسکات وستل . . مأمور اف‌بی‌آی
- دیلینگ استیل . . مارشال
- ژن E. کارلستروم. . . خرگوش قدیمی
- آیاکو فوجیتانی . . . دستیار مک کلارن (به عنوان آیکا سایگال)
- Kelcie Beene. . . هالی دوست # ۱
- Callie Strozzi. . . هالی دوست # ۲
- استفن جنسن.

## ساخت
این فیلم که توسط فیلمبردار برنده اسکار، دین سملر کارگردانی شده بود، ظاهراً در ابتدا برای اکران جهانی در نظر گرفته شده بود، اما در نهایت به صورت فیلم ویدئویی منتشر شد. این فیلم طی هشت هفته در انیس و ویرجینیا سیتی، مونتانا، و به مدت سه روز در محوطه دانشگاه ایالتی مونتانا فیلمبرداری شد. فیلمبرداری برای مدت کوتاهی متوقف شد تا برف از روی زمین در طول فیلمبرداری در ویرجینیا سیتی حذف شود تا تداوم آن حفظ شود. اگرچه این فیلم به‌عنوان اقتباسی از رمان آخرین کانادایی نوشته ویلیام سی هاین شناخته می‌شود، اما تقریباً هیچ شباهتی با رمان ندارد به جز ایده یک ویروس کشنده. هیچ نام شخصیت، رویداد، یا حتی مکان در کتاب و فیلم ظاهر نمی‌شود.
این فیلم تنها تلاش سیگال تا به امروز است که در آن او با دخترش آیاکو فوجیتانی، همبازی می‌شود و به خاطر تعداد بسیار کم صحنه‌های اکشن در مقایسه با دیگر آثار سیگال قابل توجه است.